# Punk blues
Punk blues (ou blues punk) se refere a um género de fusão musical do punk rock e o blues. Os músicos e bandas de punk blues geralmente incorporam elementos dos estilos, como protopunk e o Blues-rock. Suas origens estão fortemente ligadas ao som do rock de garagem dos anos 1960 e 1970.
Punk blues em geral tende a ser um gênero de música underground em termos musicais, e é muito desconhecido no mundo da música, ou confundido com outros gêneros pela sua semelhança as suas origens musicais. Punk blues pode ser dito, que favorece a comum crueza, simplicidade e emoção dividida entre o punk-rock e o blues-rock sobre a política e o modo de vida prevalece a sub-cultura do punk que, por sua vez, é um estilo muito mais agressivo.
Chet Weise, cantor/guitarrista do The Immortal Lee County Killers começou com o "Punk e o blues são ambos honestamente reações à vida. É o blues, é o nosso blues. É apenas um pouco mais agressivo e rápido."

## Origens
Antes do começo do movimento punk no final dos anos 1970, muitos dos precursores como MC5, The Stooges, The Who, The Sonics, Captain Beefheart, New York Dolls e Jayne County mostraram uma fascinação pelo Blues Americano.
Allmusic afirma que blues punk baseia-se na influência do som do "rock de garagem da década de 1960, o grito primal do início de Captain Beefheart e, especialmente, no som cru e desesperado da banda Gun Club - Fire of Love LP de 1981. Ainda de acordo com Allmusic.com, "blues punk … veio realmente à vida no início dos anos 1990 com bandas como o seminal Jon Spencer Blues Explosion, The Oblivians, The Gories e os Gibson Brothers… continuou em 2000 com ainda mais visibilidade graças ao popularidade do The White Stripes." nome ref ." John Doe da banda punk de LA X afirma que o líder Jeffrey Lee Pierce e o frontman do The Gun Club inventou um estilo completamente novo de música, misturando punk e blues.

## Principais Bandas
- The Cramps
- Tav Falco
- The Gun Club
- The Dicks
- Cage The Elephant
- Cheater Slicks
- Flat Duo Jets
- The Gories
- Sister Double Happiness
- The Cows
- Mudhoney
- Gas Huffer
- Blues Explosion
- PJ Harvey
- The Oblivians
- Boss Hog
- The White Stripes
- Soledad Brothers
- The Immortal Lee County Killers
- Big John Bates

## Bandas relacionadas
Começando com o seu álbum de 1988 Prison Bound, a banda punk Social Distortion, começou a incorporar rockabilly, country blues e outras influências em suas músicas.
Em Detroit, o rock de garagem que deu origem a bandas como The White Stripes continua a prosperar com músicos de blues punk e bandas que podem ser amarradas no estilo, como o The Detroit Cobras, Geraldine, Mystery Girls, The Sound Reigning, Soledad Brothers, The Von Bondies e inúmeros outros. Em Boston Mr. Airplane Man e a banda de Ohio Pearlene e muitas outras bandas notáveis que tocam neste estilo.
Bandas de indie rock como The Gossip, The Kills, Deadboy & the Elephantmen, e Big John Bates foram associados pelas midias como um punk/blues.